# Gandrungmanis
Gandrungmanis is een bestuurslaag in het regentschap Cilacap van de provincie Midden-Java, Indonesië. Gandrungmanis telt 7550 inwoners (volkstelling 2010).